# Revamped
Cold Rain è il secondo singolo estratto dall'album che uscirà verso febbraio 2015.
La canzone è stata registrata nel 2015.

## Il brano
Il brano è stato scritto dagli stessi produttori e autori che hanno composto canzoni come "Whatever","Domino","Gimme That" e RED

## Video
Il 20 gennaio 2015 venne rilasciato su YouTube, un teaser con la durata di 0:57 secondi.

## Posizioni
| Classifica                 | Posizione massima |
| -------------------------- | ----------------- |
| Gaon Digital chart         | -                 |
| Gaon Streaming chart       | -                 |
| Gaon Download chart        | -                 |
| Gaon BGM chart             | -                 |
| Gaon Mobile Ringtone chart | -                 |